# Zwartsnavelmeeuw
De zwartsnavelmeeuw (Chroicocephalus bulleri, synoniem: Larus bulleri) is een vogel uit de familie Laridae (meeuwen). De vogel werd in 1871 geldig beschreven door  Frederick Wollaston Hutton, die de vogel noemde naar de Britse ornitholoog Walter Buller. Het is een bedreigde, endemische vogelsoort in Nieuw-Zeeland.

## Kenmerken
De vogel is 37 cm lang. Het is een bleek grijs en wit gekleurde meeuw. De volwassen vogel is zilverkleurig lichtgrijs op de rug en vleugels. De vleugelpunten hebben een smal zwart randje. De vogel is van onder wit. De snavel is zwart en relatief lang en dun. De poten zijn donkerrood, bijna zwart.

## Verspreiding en leefgebied
Deze soort is endemisch in Nieuw-Zeeland en broedt voornamelijk op het Zuidereiland in dalen met vlechtende rivieren. De vogel verblijft ook vaak in agrarisch gebied en rond stedelijk gebied met vuilnisbelten.

## Status
De zwartsnavelmeeuw heeft een beperkt broedgebied en daardoor is de kans op uitsterven aanwezig. De grootte van de populatie werd in 2018 geschat op 90-120 duizend volwassen individuen. Tussen circa 1985 en 2000 namen populatie-aantallen plaatselijk met 90% af. De eieren en kuikens van de meeuwen worden gepredeerd door bruine ratten (Rattus norvegicus), ingevoerde marterachtigen en verwilderde katten. Daarnaast worden de rivierdalen en stranden steeds meer gebruikt als recreatiegebied en dat veroorzaakt verstoring in de broedkolonies. Verder is er de aanleg van dammen en grindwinning waardoor ook habitatverlies optreedt. Om al deze redenen staat deze soort als gevoelig op de Rode Lijst van de IUCN.

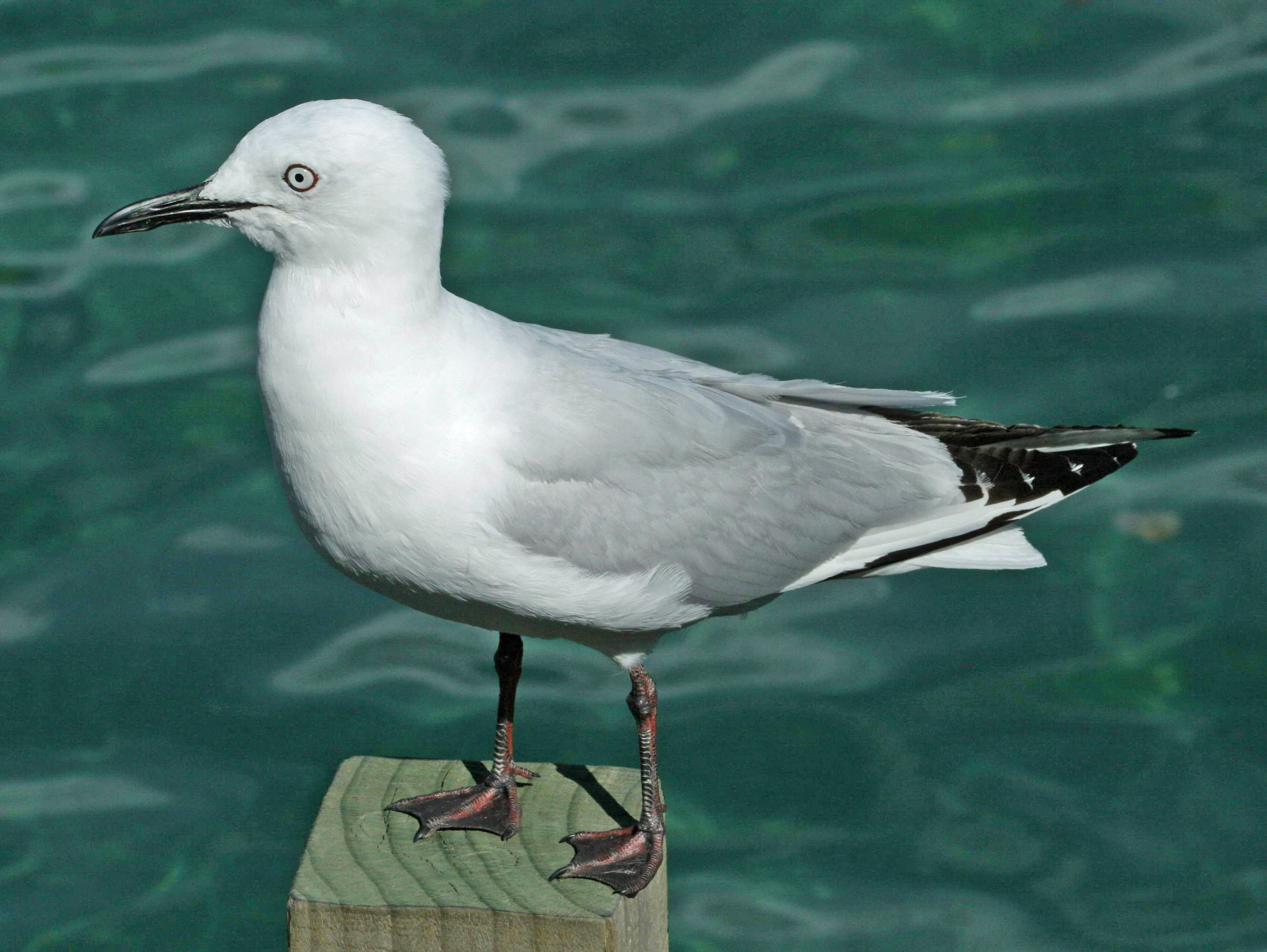
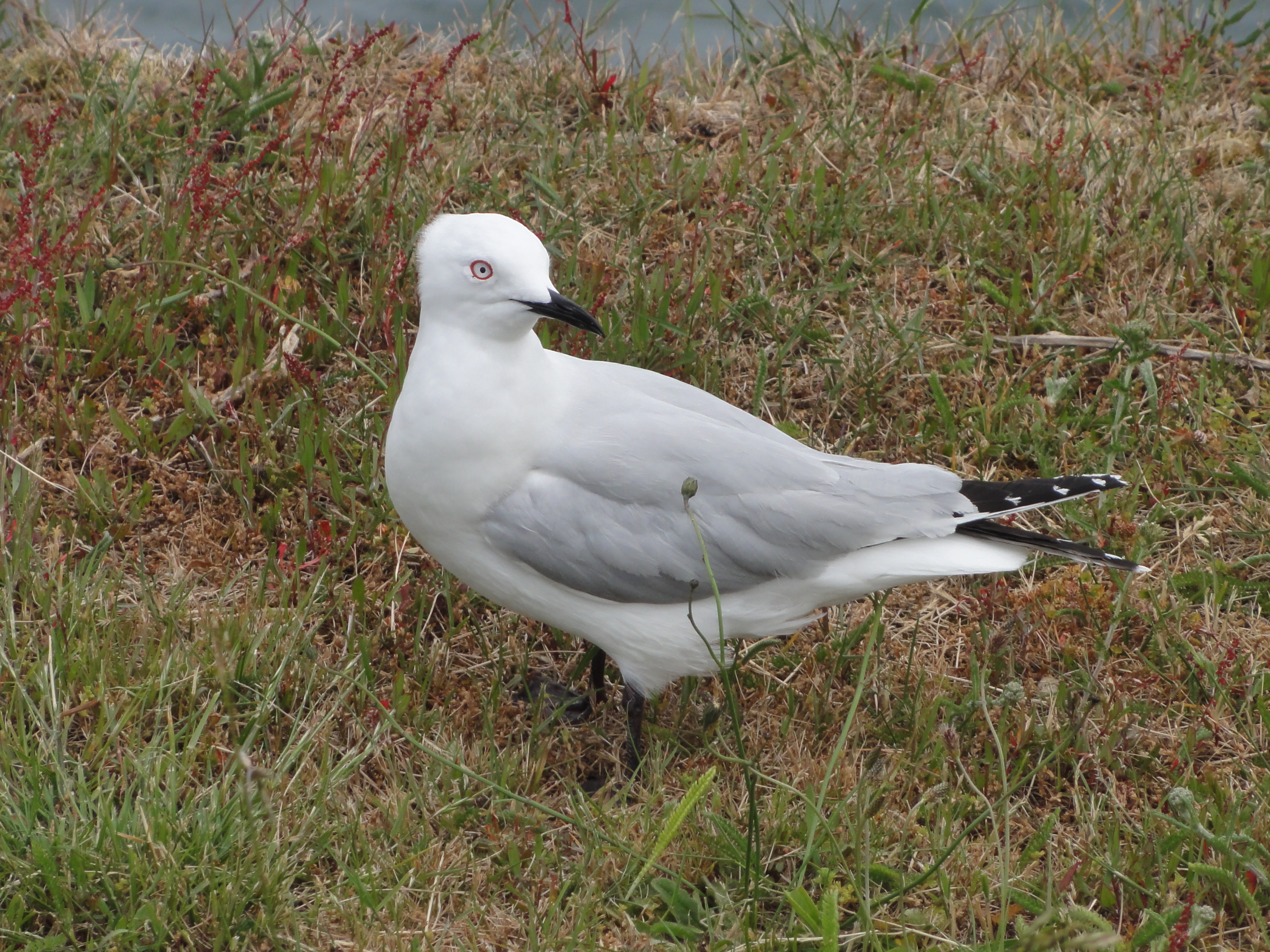